# Реммельгас, Лембит Аугустович
Ле́мбит А́угустович Ре́ммельгас (4 февраля 1921 — 25 июля 1992) — эстонский и советский писатель, переводчик, литературный критик и сценарист. Заслуженный писатель Эстонской ССР (1980).

## Биография
Родился в Ямбурге (ныне Кингисепп).
В годы Великой Отечественной войны, работал во фронтовых газетах, например, в армейской газете 34-й армии политуправления Прибалтийского фронта, старший лейтенант, член ВКП(б) с 1943 года, награждён Орденом Отечественной войны II степени (1985).
В 1950—1953 годах был редактором литературно-художественной газеты «Sirp ja Vasar» («Серп и молот»).
В 1955 году заочно окончил Высшую партийную школу.
С 1964 года занимал должность главного редактора киностудии «Таллинфильм».
Заслуженный писатель Эстонской ССР (1980). Член Союза писателей Эстонии и Союза писателей СССР. Переводил с чешского и русского языков.
Сын писателя Лембит Реммельгас-младший (5 июля 1953 — 1 августа 2011) был журналистом.

## Награды
- Орден «Знак Почёта» (30.12.1956)
- Заслуженный писатель Эстонской ССР (1980)
- Лауреат Литературной премии Эстонской ССР имени Юхана Смуула (1980).

## Работы

### Переводы
- Ярослав Гашек. «Похождения бравого солдата Швейка».
- Милан Кундера. «Смешные любови»
- Михаил Зощенко. «Спи скорей: сборник юмора и сатиры 1921—1956».

### Сценарии
- «Лесная легенда» (Libahunt, 1968)
- «Люди в солдатских шинелях» (Inimesed sõdurisinelis, 1968)
- «Двери» (Uksed, 1970)
- «Кровавый камень» (Verekivi, 1972)
- «Красная скрипка» (Punane viiul, 1974)
- «Школа господина Мауруса» (Indrek, 1976)